# Roger Queugnet
Roger Queugnet (ur. 28 maja 1923 w Rouen, zm. 17 listopada 2020 w Le Chesnay) – francuski kolarz torowy i szosowy, trzykrotny torowy medalista mistrzostw świata.

## Kariera
Największy sukces w karierze Roger Queugnet osiągnął w 1953 roku, kiedy zdobył srebrny medal wyścigu ze startu zatrzymanego zawodowców podczas torowych mistrzostw świata w Zurychu. W zawodach tych wyprzedził go jedynie Belg Adolph Verschueren, a trzecie miejsce wywalczył jego rodak Henri Lemoine. W tej samej konkurencji zdobył dwa medale torowych mistrzostw kraju, w tym złoty w 1954 roku. Startował również w wyścigach szosowych, wygrywając między innymi Boulogne - Billancourt i Paryż - Evreux w 1947 roku oraz Prix de Clichy i GP de l'Echo d'Alger w 1948 roku. Nigdy nie wystąpił na igrzyskach olimpijskich.